# Miss República Dominicana 2020
El Concurso Nacional de Belleza de la República Dominicana o Miss República Dominicana Universo 2020, fue realizado el 1 de octubre de  2020 en los Estudios de Color Visión (Canal 9), donde Clauvid Dály, Miss República Dominicana 2019, coronó a Kimberly Jiménez de La Romana quien ya fue a Miss Universo 2020.[cita requerida]

## Resultados
| Resultados Final               | Candidata                    |
| ------------------------------ | ---------------------------- |
| Miss República Dominicana 2020 | La Romana - Kimberly Jiménez |

## Historia
La Organización Miss Universo tras los efectos de la pandemia COVID 19, dieron opción a los fraquiciantes de las organizaciones nacionales a seleccionar una candidata de la edición anterior dándole de forma primordial la primera finalista; en su defecto realizar un casting o la edición 2020. La directora nacional del Miss Republica Dominicana Magali Febles eligió designar la primera finalista del concurso 2019 Kimberly Jiménez quien fue coronada.